# Bruno de Bretten
Pour les articles homonymes, voir Bruno.
Bruno de Bretten ou Bruno de Lauffen est un prélat allemand né vers 1045 et mort le 25 avril 1124. Il fut archevêque de Trèves du 6 janvier 1102 à sa mort.
Il est le fondateur du couvent de Springiersbach.

## Biographie
La Chronique de Trèves du jésuite Christoph Brouwer imprimée en 1670 fait de Bruno un des fils du comte Arnold von Lauffen, de la lignée des comtes de Nellenburg et de sa femme Adélaïde. C'est Brower qui relie Bruno à la terre de Bretten, d'où son attribut Bruno de Bretten, comme le désigne aujourd'hui le diocèse de Trèves. Quoi qu'il en soit, les chevaliers von Lauffen ne détinrent des fiefs à Bretten que vers 1100, ce qui implique que le comte Arnold, contrairement à ses descendants, n'était pas « comte von Lauffen et Bretten », comme l'écrivit Bautz en 1975, et que Bruno n'est certainement pas né à Bretten, à moins que sa mère Adélaïde, issue des barons Zeisolf-Wolfram (de), l'y ait mis au monde lors d'un séjour en ce lieu Bretten.
En 1084 Bruno est avoué de la cathédrale de Trèves. Il démissionne de cette charge pour devenir comte de Kraichgau, événement qu'Uffelmann (1985) situe vers l'an 1100. L'élection de Bruno au trône épiscopal de Trèves est facilitée par l'intercession de son oncle Udo von Nellenburg (de), qui avait été l'archevêque en titre de 1066 à 1078.
Bruno fut un remarquable diplomate et un conseiller influent de l’empereur Henri IV ; sous le règne de son successeur Henri V, il s'imposa comme un négociateur remarquable entre la Curie romaine et l'empereur (Querelle des Investitures). En reconnaissance de ses éminents services pour la Couronne, Henri V lui remit l'office de vicedom(i)nus regiae curiae, c'est-à-dire de connétable du Saint Empire. Le marché de Münstermaifeld, bastion stratégique contre les ambitions de l'Électorat de Cologne, lui importait particulièrement. Il consacra en 1103 en grande pompe l'église sur laquelle s'édifia plus tard la basilique Saint-Martin-et-Saint-Sévère. C'est sans doute aussi ce prélat qui entreprit de fortifier Münstermaifeld : la Tour aux Poudres, vestige des anciens remparts, est appelée localement le  Lauffenburg.
Avec l'accord de son frère Poppon (III) von Lauffen, Bruno consacra en 1122 (entièrement à ses frais) l'abbaye d'Odenheim.

## Sources
- (de) Cet article est partiellement ou en totalité issu de l’article de Wikipédia en allemand intitulé « Bruno von Bretten » (voir la liste des auteurs).